# Викът
Картината „Викът“ (на норвежки: Skrik) е рисувана от норвежкия художник – експресионист Едвард Мунк през 1893 г. Както при много свои творби, в периода 1893 – 1910 г. Мунк рисува няколко нейни версии. „Викът“ е от серията „Сцени от живота“, в която норвежкият експресионист изследва темите за живота: любов, страх, секс, тревожност.
На картината е изобразена крещяща човешка фигура, с широко отворени уста и очи, обхванала главата си с ръце. Значително място във фона е заета от надвиснало ниско червено-оранжево небе. Под него се очертават неясните обобщени контури на морски пейзаж.
В дневника си художникът е записал ситуацията, при която се е родила идеята за картината: „Вървях по пътя с двама приятели – слънцето залязваше – внезапно небето стана кървавочервено – спрях, почувствал изнемога и се опрях на парапета – кръв и огнени езици стояха над синьо-черния залив и града – моите приятели отминаха напред, а аз стоях там, треперещ от тревога – и усещах един безкраен вик, пронизващ природата.“
Този спомен, записан в дневника на Мунк на 22 януари 1892 г., ни дава сведението, че природата в картината представлява залива Осло-фиорд, край който е разположен едноименният норвежки град.
Изказвани са различни мнения за изказа на картината. Някои виждат фигурата на преден план като обхваната от някакъв ужас и считат изобразеното за символ на „универсалния ужас“. Други считат картината за икона на екзистенциалното страдание. 
Казват, че първоначално картината е озаглавена „Викът на природата“ (Der Schrei der Natur). Но това не е точното ѝ обяснение. Към горния цитат можем да добавим, че „Викът“ е блестящо изражение на душевната самота, в която често изпадат интелектуалците. Безпомощната човешка фигура в предния план, неясните отдалечаващи се фигури и тревожният пейзаж подчертават вика, който изразява безсилието на човек, почувствал се слаб и самотен сред величието на природата. От философска гледна точка картината е продукт на екзистенциализма и е предвестник на популярната в ХХ век тема за алиенацията – темата за отчуждението и самотата.
Известни са няколко версии на „Вик“. В музея на Едвард Мунк (Munchmuseet) в Осло се излага един от живописните варианти, изпълнен със смесена художествена техника: масло, темпера и пастел върху картон, за който вариант се счита, че е създаден през 1910 г.
В Националния музей за изкуство, архитектура и дизайн в Осло се съхранява най-известният маслен вариант на „Викът“, който тук е показан в началото на статията. Картината е крадена на два пъти: през 1994 и 2004 г. Първият път творбата е върната след няколко месеца, а при втората кражба – чак през 2006 г. и то с някои повреди. След реставрация, в 2008 г. отново е изложена, но в десния край на картината личи петно, което е резултат на повредата.
Съществува и литография на картината, направена в 1895 г.
Единствената версия на сюжета, която се намира в частни ръце, е изпълнена с пастелна техника. Рисувана е през 1894 г. На 2 май 2012 г. тази картина бе продадена за сумата от 119 922 500 долара, което е рекорд за произведение на изкуството.
Пародия на сюжета от картината „Викът“ присъства в първата серия на филмовата комедия „Сам вкъщи“.